# Juan Torres López
Juan Torres López (Granada, 1954) es un economista español. Es miembro del Consejo Científico de Attac España y catedrático de Economía aplicada en la Universidad de Sevilla. Mantiene la  página web Ganas de Escribir. Es, junto a Vicenç Navarro, el artífice del documento marco del programa económico de Podemos.

## Biografía
Juan Torres López empezó a trabajar en el departamento de Economía Aplicada de la Universidad de Málaga en 1984. Allí se convirtió en mentor de Alberto Montero y Alberto Garzón, futuros dirigentes políticos.
Juan Torres ha sido asesor del Gobierno de Venezuela, con Hugo Chávez como presidente, como miembro de la Fundación Centro de Estudios Políticos y Sociales (CEPS).
En 2003 se presentó como candidato a Rector de la Universidad de Málaga, perdiendo ante Adelaida de la Calle.
Actualmente, es catedrático de Economía aplicada en la Universidad de Sevilla donde participa en el Grupo de Investigación Teoría Económica y Economía Política.

## Obra y pensamiento
Entre los libros de los que es autor destaca el Manual de Economía Política. Otros de sus libros son Economía de la Comunicación de masas, Desigualdad y crisis económica. El reparto de la tarta, Neoliberalismo. Sociedad, trabajo y poder financiero, Toma el dinero y corre. La globalización neoliberal del dinero y las finanzas. También es autor de un manual de Economía y otro de Economía de la Empresa para bachilleres. Ha colaborado en la obra coral Reacciona y es autor del libro La crisis financiera (Guía para entenderla y explicarla) editado por Attac España.
Considera que la economía actual está dominada por la mercantilización y la avaricia, donde la mayoría de los economistas defenderían los intereses de los ricos, el poder financiero y las grandes multinacionales. Para Torres López la política siempre ha sido y debe ser la solución a los problemas económicos y a la mejora del bienestar de toda la población. El análisis económico tradicional -teoría clásica, teoría neoclásica y teoría económica sintética neoclásica- no han dado explicaciones a los problemas económicos ni a la crisis o Gran Recesión iniciada en 2007, hay que recuperar y crear otras interpretaciones de la economía que den respuesta a las demandas sociales cada vez más globalizadas. La desigualdad de ingresos ha aumentado en las últimas décadas y provocado que los algunos de los Objetivos de Desarrollo del Milenio relacionados con la igualdad social la igualdad económica y el cumplimientos de los derechos humanos se hayan ralentizado y queden ensombrecidos por el aumento de desigualdades entre países y dentro de la población de los países, también de los países más.

### Publicaciones
Algunos de los libros más recientes publicados por Juan Torres son:
- 2017 - Economía para NO dejarse engañar por los economistas. 50 preguntas y sus respuestas sobre los problemas económicos actuales, Deusto Ediciones.
- 2012 - Los amos del mundo. Las armas del terrorismo financiero (con Vicenç Navarro). Espasa, Madrid.
- 2011 - Hay alternativas (con Vicenç Navarro y Alberto Garzón). Editorial Sequitur & Attac España.  Archivado el 10 de agosto de 2013 en Wayback Machine..[13]
- 2010 - Desiguales. Mujeres y Hombres en la Crisis Financiera (con Lina Gálvez Muñoz). Barcelona. Icaria Editorial, S. A.
- 2010 - Economía Política y Hacienda Pública (con Mirian González Limon, Rocío Yñiguez Ovando e Isabel Vázquez Bermúdez). Sevilla. Secretariado de Recursos Audiovisuales de la Universidad de Sevilla.
- 2010 - La Crisis de las Hipotecas Basura. ¿Por Qué Se Cayó Todo y no Se Ha Hundido Nada?. Madrid. Ediciones Sequitur.
- 2010 - ¿Están en Peligro las Pensiones Públicas?. Madrid. Attac.
- 2009 - Economía de la Empresa, (con Ana María Castillo Clavero). Madrid. Anaya.
- 2009 - Economía de la Empresa. CD-ROM de Recursos Didácticos. CD-ROM de Evaluación (con Ana María Castillo Clavero). Madrid. Anaya.
- 2009 - Economía de la Empresa. Orientaciones y Recursos Didácticos. (con Ana María Castillo Clavero). Madrid. Anaya.
- 2009 - La Crisis Financiera. Guía para Entenderla y Explicarla. Madrid. Attac.
- 2008 - Economía 1. Proposta Didàctica (CD). (con Carmen Lizarraga Mollinedo). Barcelona. Barcanova.

- 2008 - Economía 1. Proposta Didàctica (Paper) (con Carmen Lizarraga Mollinedo). Barcelona. Barcanova.
- 2009 - Economía. 1º Bachillerato, (con Carmen Lizarraga Mollinedo). Madrid. Anaya.
- 2008 - Economía. CD-ROM de Recursos Didácticos. CD-ROM de Evaluación (con Carmen Lizarraga Mollinedo). Madrid. Anaya. 2008
- 2008 - Economía. Llibre de L'alumne. Barcelona. Barcanova.
- 2008 - Economía. Orientaciones y Recursos Didácticos (con Carmen Lizarraga Mollinedo). Madrid. Anaya.
- 2007 - Análisis de la Incorporación de Medidas de Conciliación de la Vida Laboral y Familiar. Málaga. Universidad de Málaga, Servicio de Publicaciones.
- 2006 - Venezuela Contra Corriente. Barcelona, España. Icaria Editorial, S. A.
- 2005 - Economía Política. Madrid, España. Pirámide S.A.
- 2005 - Toma el Dinero y Corre: la Globalización Neoliberal del Dinero y las Finanzas. Barcelona. Icaria Editorial, S. A.
- 2003 - El Poder del Dinero. Sevilla. Mergablum Edición y Comunicación.
- 2003 - Estrategias y Propuestas para la Segunda Modernización de Andalucía (con Francisco Ferraro García, Manuel Pezzi, Bernardo Díaz Nosty, José Emilio Guerrero Ginel, Isabel de Haro, et. al.). Sevilla, España. Junta de Andalucía, Consejería de Presidencia.
- 2002 - Economía Política. Madrid. Pirámide S.A.
- 2002 - El neoliberalismo. Caracas, Venezuela. Hermanos Vadell.
- 2001 - Acciones del Plan Andaluz de Investigación 1998-2000 (con Pilar Aranda Ramírez y Francisco Manuel Solís Cabrera). Sevilla, España. Consejería de Educación y Ciencia de la Junta de Andalucía.
- 2001 - Conocer Andalucía: Gran Enciclopedia Andaluza del Siglo XXI (con Alfonso Fernández Tabales, Andrés Sánchez Picón, Antonio Cano Orellana, Antonio García Gómez, Daniel Coq Huelva, et. al.). Sevilla, España. Ediciones Tartessos.
- 2000 - Economía Política. Madrid. Pirámide S.A.
- 2000 - El Neoliberalismo. Sevilla. Mergablum Edición y Comunicación.
- 2000 - España Va Bien y el Mundo Tampoco. Sevilla. Mergablum Edición y Comunicación.
- 2000 - Desigualdad y crisis económica. El reparto de la tarta. 212 páginas. ISBN 8486497310, Editorial Sistema.

## Censurado por El País
El 24 de marzo de 2013 publicó en el diario El País un artículo titulado "Alemania contra Europa", en el que comparaba a Angela Merkel con Hitler: "Merkel, como Hitler, ha declarado la guerra al resto del continente, ahora para garantizarse su espacio vital económico". El diario decidió retirar el artículo de la web y emitir un comunicado informando de ello: "EL PAÍS ha retirado de su web el artículo “Alemania contra Europa”, firmado por Juan Torres López y publicado en su edición de Andalucía, porque contenía afirmaciones que este periódico considera inapropiadas. EL PAÍS lamenta que un error en las tareas de supervisión haya permitido la publicación del citado material. Las opiniones expresadas por Torres López solo representan al autor". El artículo censurado Alemania contra Europa ha sido después reproducido por diversos medios. El autor escribió en su blog una nota sobre la retirada del artículo en El País considerando que había sido malinterpretado.